# Tillandsia albertiana
Tillandsia albertiana es una especie de planta epífita dentro del género  Tillandsia, perteneciente a la  familia de las bromeliáceas. Es originaria de la Provincia de Salta al norte de Argentina.

## Cultivares
- Tillandsia 'Lisa's Jewell'[3]
- Tillandsia 'Mystic Albert'[3]
- Tillandsia 'Mystic Burgundy'[3]
- Tillandsia 'Mystic Circle'[3]
- Tillandsia 'Mystic Flame'[3]
- Tillandsia 'Mystic Flame Orange'[3]
- Tillandsia 'Mystic Rainbow'[3]
- Tillandsia 'Mystic Rainbow Peach'[3]
- Tillandsia 'Mystic Rainbow Pink'[3]
- Tillandsia 'Mystic Trumpet'[3]
- Tillandsia 'Mystic Trumpet Peach'[3]
- Tillandsia 'Mystic Trumpet Pink'[3]
- Tillandsia 'Mystic Twins'[3]

## Taxonomía
Tillandsia albertiana fue descrita por Federico Bernardo Vervoorst y publicado en The Bromeliad Society Bulletin 19: 121, 128, f. 1969.
Etimología
Tillandsia: nombre genérico que fue nombrado por Carlos Linneo en 1738 en honor al médico y botánico finlandés Dr. Elias Tillandz (originalmente Tillander) (1640-1693).
albertiana: epíteto